# Alchemilla hians
Alchemilla hians es una especie de planta del género Alchemilla, perteneciente a la familia Rosaceae.

## Taxonomía
Alchemilla hians fue descrita por Serguéi Yuzepchuk en 1941.

## Distribución
Se encuentra en el territorio de Europa Oriental hasta el occidente y centro de Siberia.